# トランスファークレーン

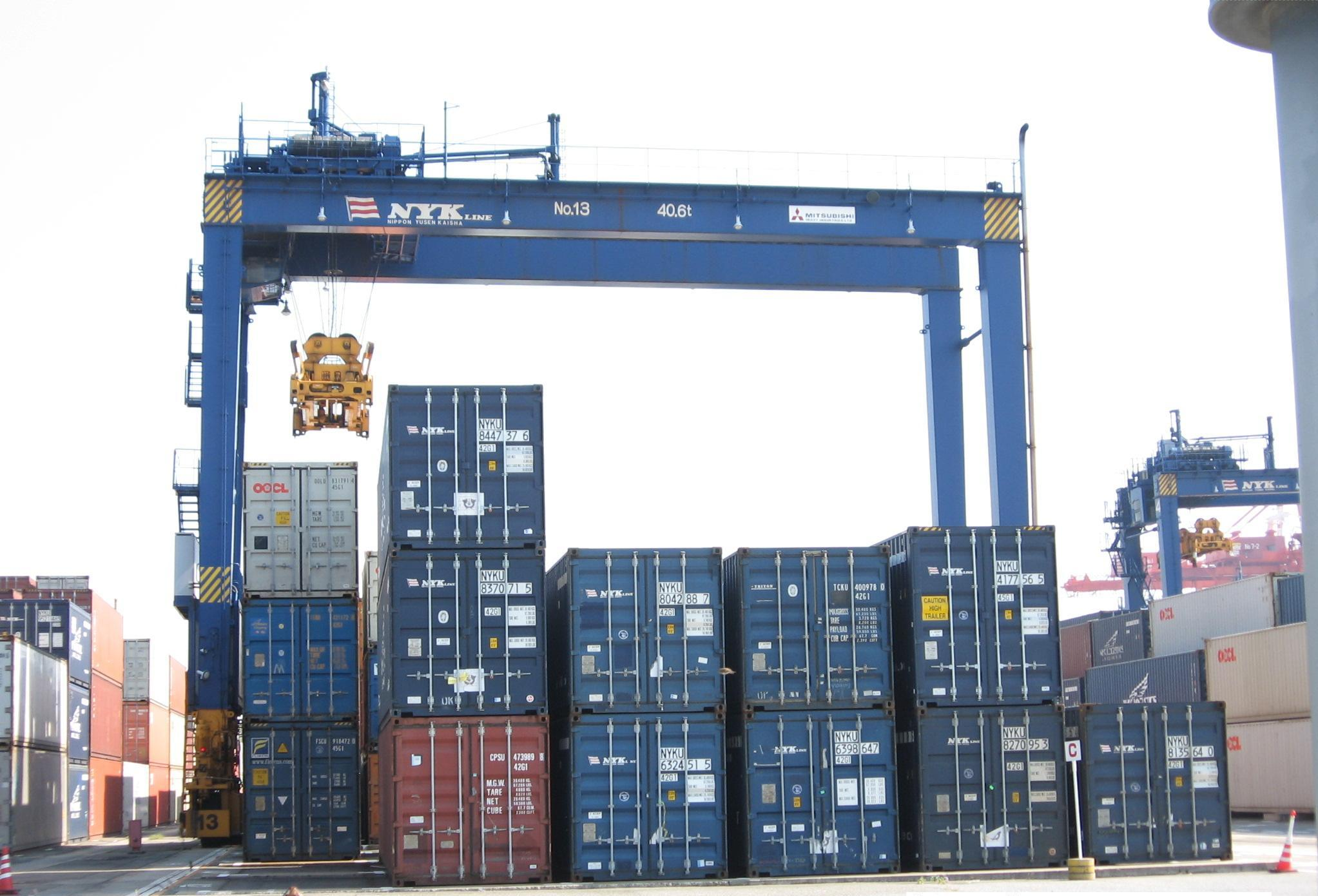
神戸港地区のコンテナターミナルで活躍中の日本郵船が運営している、タイヤ式トランスファークレーン。

トランスファークレーン（英語: Transfer Crane）は、コンテナターミナルをはじめとする港湾や貨物の積み替え拠点において、海上コンテナを移動させたり積み上げたりするために用いられる荷役機械、特殊車両である。貨物の積み替え場所のみで使われることを想定した特殊車両であり、一般道路でコンテナを輸送するためには通常のトラックやトレーラーによる。タイヤ式門型クレーン (RTG: rubber tired gantry crane) とレール式門型クレーン (RMG: rail mounted gantry crane) の2種類がある。

## 構造
トランスファークレーンは間口が幅広く大きな門形の構造を備えており、この内側に上下するスプレッダというコンテナをつかんで持ち上げる装置を備えている。スプレッダでコンテナを持ち上げると、門形構造の内側にコンテナを抱え込んだような状態になり、下部に備えたゴムタイヤ又は、専用のレール敷設により自走して移動できるようになっている。日本では移動自由度が大きいタイヤ自走式が圧倒的に普及し、大規模なコンテナヤードでは、十数台規模で導入されている。逆に列車の様に直線状に設置されたレール上を前進と後進の繰り返しばかりしか出来ないレール式は、隣接する隣のレーンには移動は出来ないが、レール走行という固定された行動を利用して、完全無人化による自動運転が出来る。
門形の構造により、既にコンテナを積み上げてある場所に跨ぐように入り込み、その上にコンテナを積み上げることができる。門形構造の高さが高いほど、コンテナを積み上げられる高さが大きくなるが、台風や地震の多い日本では、業界の自主規制により最大で五段積みまでと決められている。